# IFK Norrköping DFK
O IFK Norrköping DFK, vulgarmente conhecido como IFK Norrköping, é uma secção independente de futebol feminino do IFK Norrköping, clube sediado na cidade de Norrköping, no centro da Suécia.                  

As cores do clube são: camisola (br: camiseta) branca, com mangas azuis, calção azul e meias brancas. 

Disputa os seus jogos em casa no estádio  Platinumcars arena, com capacidade para 17 234 pessoas.

O clube IFK Norrköping foi fundado em 1897 e a secção independente de futebol feminino, com o nome IFK Norrköping DFK, foi criada em 2009.

Atualmente (2023) disputa o Campeonato Sueco de Futebol Feminino (Damallsvenskan), a primeira divisão de futebol feminino da Suécia.                                